# Cytopyge
Cytopyge – komórkowy otwór wydalniczy (odbytowy) występujący u większości orzęsków, przez który na drodze egzocytozy wydalane są niestrawione części pokarmu. Jest jednym z dwóch obszarów błony komórkowej orzęska, na którym nie występują rzęski. Tylko w jego obrębie opróżniane są wodniczki.
Konieczność występowania cytopyge u orzęsków wynika z bardzo złożonej budowy ich pellikuli, uniemożliwiającej tworzenie się i opróżnianie wodniczek w dowolnym miejscu.